# Pogonophryne bellingshausenensis
Pogonophryne bellingshausenensis är en fiskart som beskrevs av Eakin, Eastman och Jesús Matallanas 2008. Pogonophryne bellingshausenensis ingår i släktet Pogonophryne och familjen Artedidraconidae. Inga underarter finns listade i Catalogue of Life.